# Ricardo Pulgar
Ricardo Pulgar San Martín (* Santiago de Chile, 29 de noviembre de 1923- † Santiago, 28 de mayo de 1993) fue un arquitecto formado en la Universidad Católica de Chile, graduado en 1949. 

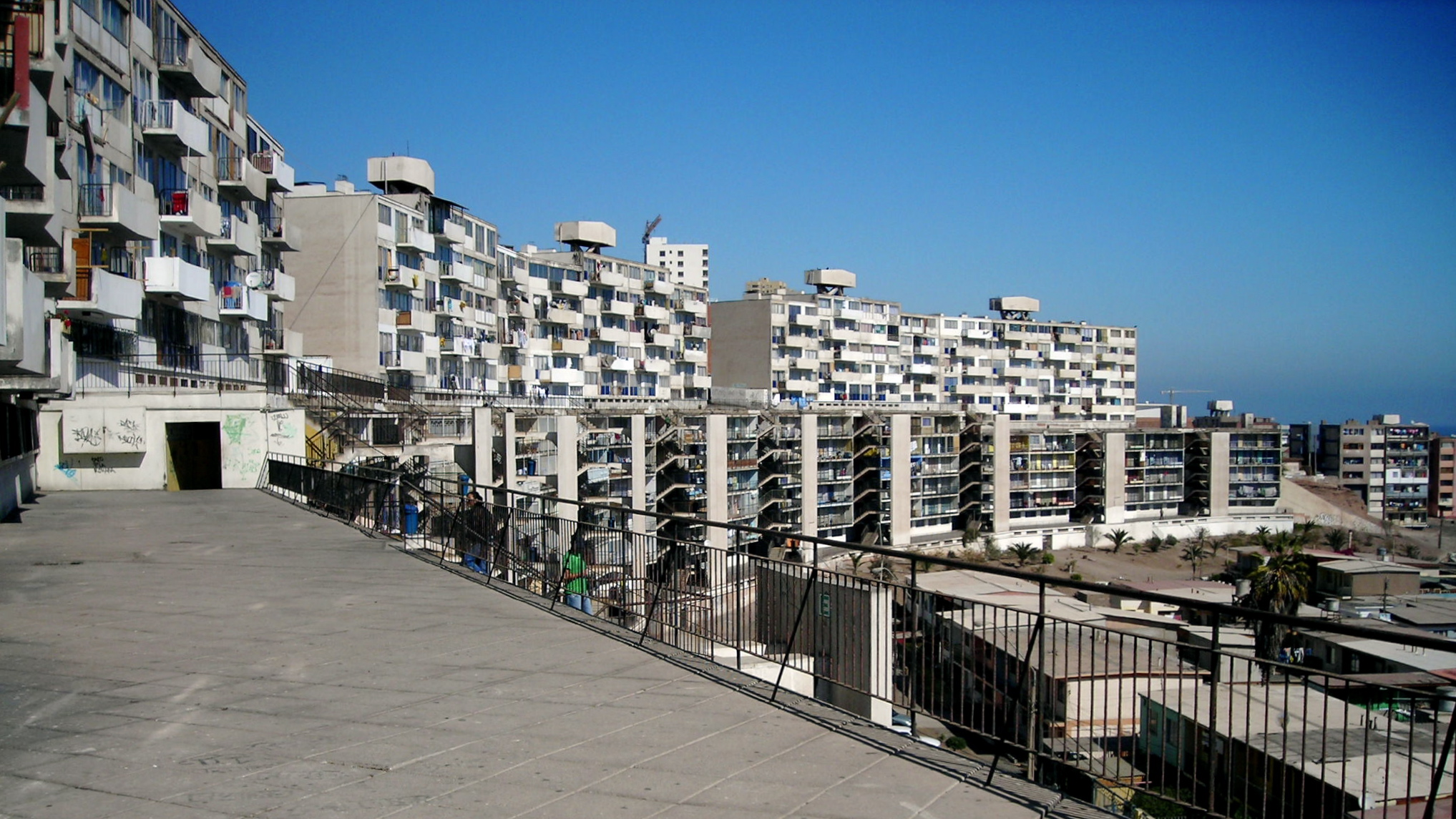
El edificio Huanchaca, más conocido como Curvo.

En 1950, recién graduado se trasladó a Antofagasta, costa del desierto de Atacama, desde donde proyectó su trayectoria profesional. Su proyecto de título se denominó “Conjunto Habitacional y Deportivo para Empleados Particulares en el Sector de Ex Hospital San Borja”.
Su ejercicio profesional estuvo permanentemente vinculado a la Empresa Constructora Edmundo Pérez Zujovic, con la cual se asoció en 1954 y a través de la cual construyó un gran número de edificios de vivienda, no solo en el norte chileno, sino en varias ciudades de las regiones del centro y sur de Chile. Su arquitectura es de un racionalismo maduro, y de precisión planimétrica. Sus obras nunca dejaron de ser rigurosas y de aplicar las lecciones más conscientes e inteligentes de la modernidad. Pulgar representa a una modernidad que se ha desarrollado hacia lo orgánico, y es uno de los tres arquitectos que forjaron el modernismo de Antofagasta, que se inició a partir de los años veinte con Alfonso Campusano Núñez, continuó en los treinta con Jorge Tarbuskovic Dulcic hasta la incorporación de Pulgar a partir de los cincuenta.

## Obras
Sus edificios de viviendas son de resoluciones complejas, tanto a nivel de la unidad habitacional, como Gran Vía en viviendas de un y dos pisos , como  viviendas de Playa Blanca ,como a las relaciones de conjunto,de sus edificios de 5 pisos en Gran Vía ,como en la definición de los espacios públicos. Algunos casos a destacar en Antofagasta serían: el edificio de Las Torpederas (1952) y la Galería de cielo ondulante (1959) del Balneario Municipal, el edificio Colón (1955-60), con una interesante variedad de departamentos, que incluyen espaciosos duplex y unos apacibles patios interiores públicos, o la gran extensión de los edificios Huanchaca (1968-1969) y Caliche (1970-1974), los cuales recuperan el discurso de los edificios lineales, pero de una forma que contienen el cerro y el otro que escalonan la pendiente, retomando la terraza habitable de Le Corbusier y las ideas de ciudad estratificada de Ludwig Hilberseimer.
El conjunto habitacional Gran Vía fue proyectado por Pulgar con Germán Cartagena Rojas y Sergio Gaete para la Caja de Empleados Particulares (EMPART 5), y su proceso de diseño y edificación abarcó un extenso período que empezó en 1955, con una primera etapa de viviendas en baja densidad, hasta el año 1978 con el término de la elevada torre Edmundo Pérez Zujovic de 27 pisos.